# پاپفی پس‌سرمسی
پاپفی پس‌سرمسی (نام علمی: Eriocnemis luciani sappiropygia) یک زیرگونه از مگس‌مرغ‌ها است که در کوه‌های آند در پرو در لبه‌های جنگلی نمناک کوهستانی بین ارتفاع ۲۰۰۰ تا ۴۰۰۰ متر یافت می‌شود. معمولاً زیرگونه‌ای از پاپفی زیردم یاقوتی، Eriocnemis luciani در نظر گرفته می‌شود.